# Respiració cel·lular
La respiració cel·lular és la degradació total, per mitjà de l'oxidació, d'algunes substàncies orgàniques fins a matèria inorgànica per alliberar energia. El combustible pot ser la glucosa, un àcid gras o d'altres molècules orgàniques com aminoàcids o cossos cetònics. En el cas dels éssers humans, i dels animals en general, el carburant s'obté mitjançant la digestió i arriba a les cèl·lules a través del sistema circulatori. En el cas de les plantes, sovint prové de la degradació de la glucosa, sacarosa i midó obtinguts al procés de la fotosíntesi. El comburent habitualment és l'oxigen. En el cas dels éssers humans i en la majoria dels vertebrats, l'oxigen s'extreu de l'aire mitjançant l'acció dels pulmons o de les brànquies i també arriba a les cèl·lules gràcies al transport per la via sanguínia, viatjant fixat en l'hemoglobina que hi ha en els eritròcits (glòbuls vermells).
Aquesta reacció d'oxidació produeix dos subproductes:
- Diòxid de carboni (CO₂), que és evacuat per la circulació sanguínia, per on viatja dissolt en el plasma.
- Aigua (H₂O).

Imatge amb els tres processos químics que defineixen la respiració cel·lular.

En les cèl·lules eucariotes la respiració es realitza en els mitocondris i passa en tres etapes:
- Oxidació de l'àcid pirúvic (descarboxilació oxidativa).
- Cicle dels àcids tricarboxílics (cicle de Krebs).
- Cadena respiratòria i fosforilació oxidativa de l'ADP a ATP.

La respiració cel·lular és una part del metabolisme, concretament del catabolisme, en la qual l'energia continguda en diferents biomolècules, com els glúcids, és alliberada de manera controlada. Durant la respiració una part de l'energia lliure despresa en aquestes reaccions exotèrmiques, és incorporada a la molècula d'ATP, que pot ser a continuació utilitzat en els processos biològics, com són els de manteniment i desenvolupament de l'organisme.

## Tipus de respiració
- Respiració aeròbica: Fa ús de l'O₂ com acceptor últim dels electrons despresos de les substàncies orgàniques. Se'n diu aerobis als organismes que usen O₂.
- Respiració anaeròbica: No intervé l'oxigen, sinó que s'utilitzen altres acceptors finals d'electrons, molt variats, generalment minerals i, sovint, subproductes del metabolisme d'altres organismes. Un exemple d'acceptor és l'ió sulfat (SO₄2-), que en el procés queda reduït a àcid sulfhídric H₂S:

{\displaystyle 10\ H^{+}+SO_{4}^{2-}+8e^{-}\to H_{2}S+4H_{2}O}
La respiració anaeròbica és exclusiva de procariotes habitants sobretot de sòls i sediments. Alguns d'aquests processos són importants en els cicles biogeoquímics dels elements. No s'ha de confondre la respiració anaeròbia amb la fermentació, que és molt més simple i en què no es produeix transferència d'electrons en la cadena respiratòria (cadena transportadora d'electrons).